# Harappa
Harappa er en by i Punjab i det nordøstlige Pakistan omkring 35 km sydøst for Sahiwal.
Den moderne by er bygget på resterne af en oldtidsby, der var beboet fra mellem 3300 f.Kr. og 1600 f.Kr. De fund, som blev gjort i denne by, udgør de første levn fra den såkaldte Indus-kultur, som også er kendt som Harappa-kulturen.
Det menes at klimaændringer var årsag til Induskulturens (inkl. Harappa) store byers afmatning.
Det er blevet anslået, at Harappa havde op til 40.000 indbyggere, da Indus-kulturen var på sit højeste. Byen blev anlagt ved bredden af Ravifloden, som siden har ændret sit løb.

## Historie
Induskulturen, også omtalt som Harappakulturen, har sine tidligste rødder i kulturer som den i Mehrgarh, omtrentlig 6.000 f.Kr. De to største byer, Mohenjo-daro og Harappa, opstod en gang omkring 2.600 f.Kr. langs floden Indus i Indusdalen i Punjab og Sind. Civilisationen, med et skriftsystem, urbane centre, og mangfoldig social og økonomisk system, blev genopdaget på 1920'erne efter udgravningerne af Mohenjo-daro (som betyder "de dødes jordhaver") i Sind i nærheden af Sukkur og Harappa i vestlige Punjab, syd for Lahore.
Et antal steder som strækker sig fra foden af bjergkæden Himalaya i østlige indiske Punjab i nord, til Gujarat i syd og øst, og til Baluchistan i vest, er også blevet opdaget og undersøgt. Selv om det arkæologiske sted ved Harappa blev ødelagt og vandaliseret i stor udstrækning i 1857, da jernbanen Lahore-Multan tog mursten fra ruinerne ved Harappa, er der fundet en stor mængde oldtidsgenstande ved stedet. Murstenene ved stedet var blevet lavet af rødt sand, ler og sten og blev brændt i en ovn under meget høj temperatur.

## Kultur og økonomi
Induskulturen var hovedsagelig en urban kultur opretholdt ved overskud fra jordbrugsproduktion og handel, det sidste omfattede også handel med Sumer i det sydlige Mesopotamien. Både Mohenjo-daro og Harappa er generelt karakteriserede ved at have "differentierede boligkvarterer med murstenhuse med flade tage, og befæstede administrative eller religiøse centre». Selv om ligheder har givet ophav til argumentation om eksistensen af et standardiseret system for en urban formgivning og planlægning, er lighedene hovedsagelig grundet tilstedeværelsen af en delvis retvinklet type af kommunal bydesign, og en sammenligning af formgivningen af Mohenjo-daro og Harappa viser, at de faktisk er arrangerede på en ganske uens måde.
Vægt og måleenheder i Induskulturen var på den anden side meget standardiseret og tilpasset til et set af trindeling af skala. Særskilte segl i ler blev benyttede, måske for identificering af ejendom og fragt af varer. Selv om både kobber og bronze var i brug, var jern endnu ikke taget i brug. «Bomuld blev vævet og farvet for tekstiler; hvede, ris og et mangfoldighed af frugt og grøntsager blev kultiverede, og et antal dyr, herunder pukkelkvæg, blev tæmmet.» Drejet keramik — en del af det dekoreret med geometriske og dyremotiver — er blevet fundet i rigt omfang i alle de betydelige byer i Induskulturen. En centraliseret administration for hver by, skønt ikke for hele kulturen, er blevet udledt fra den afdækkede kulturelle ensartethed; skjønt det er usikkert om autoriteten lå indenfor et kommercielt fåmandsvælde. Der synes at have været en fuldstændig mangel på luksuriøs pragt og fremtoning hos præsterne, som ofte var typiske for andre tilsvarende kulturer.

## Arkæologi
Charles Masson (1800–1853), et pseudonym for James Lewis, en soldat og udforsker fra Det britiske Ostindiske kompagni, var den første europæer, som opdagede ruinerne af Harappa, hvilke han beskrev og illustrerede i sin bog Narrative of Various Journeys in Balochistan, Afghanistan and The Panjab (1844).
Den tidligste kulstof 14-datering, som er nævnt på Internettet, er 2725+-185 f.Kr. (ikke kalibreret) eller 3.338, 3.213, 3.203 f.Kr. (kalibreret), hvilket giver et gennemsnit på 3.251 f.Kr. Perioderne 4 og 5 er ikke daterede ved Harappa. Afslutningen af traditionen ved Harappa synes falde en gang mellem 1.900 og 1.500 f.Kr.
Hvad, som er de mest udsøgte og sjældne genstande, som til nu er blevet afdækkede, er små, kvadratiske segl af klæbersten med indgraverede motiver af dyr eller mennesker. Et stort antal segl er blevet fundet ved steder som Mohenjo-daro og Harappa. Mange har inskriptioner med piktogrammer, som generelt er antaget at være en form for skriftsystem. Til trods for filologernes anstrengelser fra hele verden og med hjælp af moderne kryptografiske analyser, har disse tegnene endnu ikke ladet sig tolke. Det er også ukendt, om de reflekterer et urdravidisk eller et andet ikkevedisk sprog.
Tilskrivningen af Induskulturens ikonografi og epigrafik til historisk kendte kulturer er meget problematisk, delvis grundet spinkle arkæologiske beviser for sådanne påstande, foruden også projektion af moderne sydasiatiske politiske interesser på de arkæologiske levn i området. Dette er særlig åbenbart i de radikalt mangfoldige fortolkninger af den materielle kultur i Harappa fra både pakistanske og indiske forskere.